# Trenitalia
Trenitalia ist ein italienisches Eisenbahnverkehrsunternehmen und eine Tochtergesellschaft der Ferrovie dello Stato Italiane (FS). Das Unternehmen entstand im Jahr 2000 durch die Aufgliederung der Geschäftsbereiche der FS. Die Güter- und Logistiksparte des Unternehmens wurde 2016 in der Subholding Mercitalia zusammengefasst.

## Personenverkehr

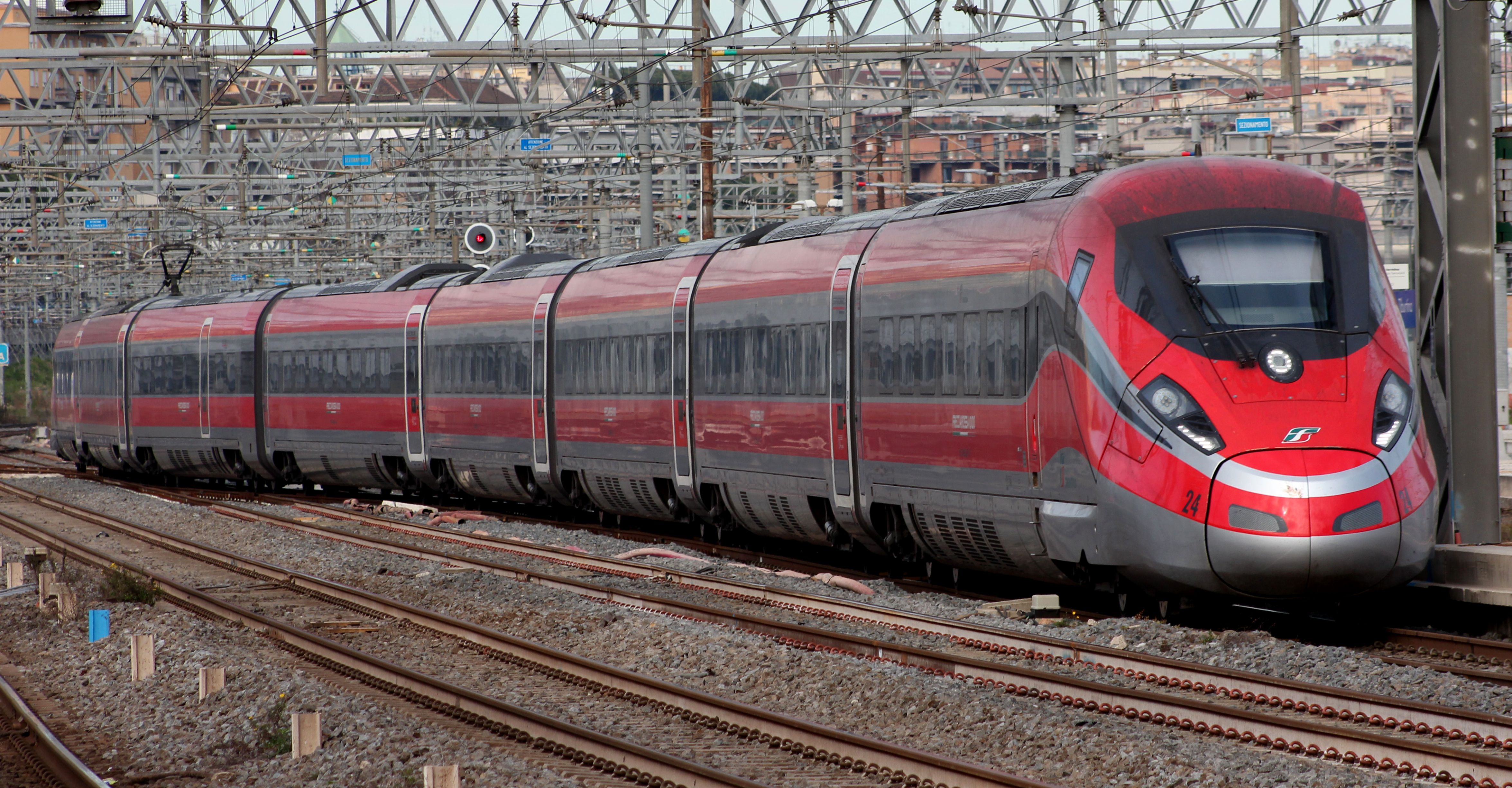
ETR 400 Frecciarossa

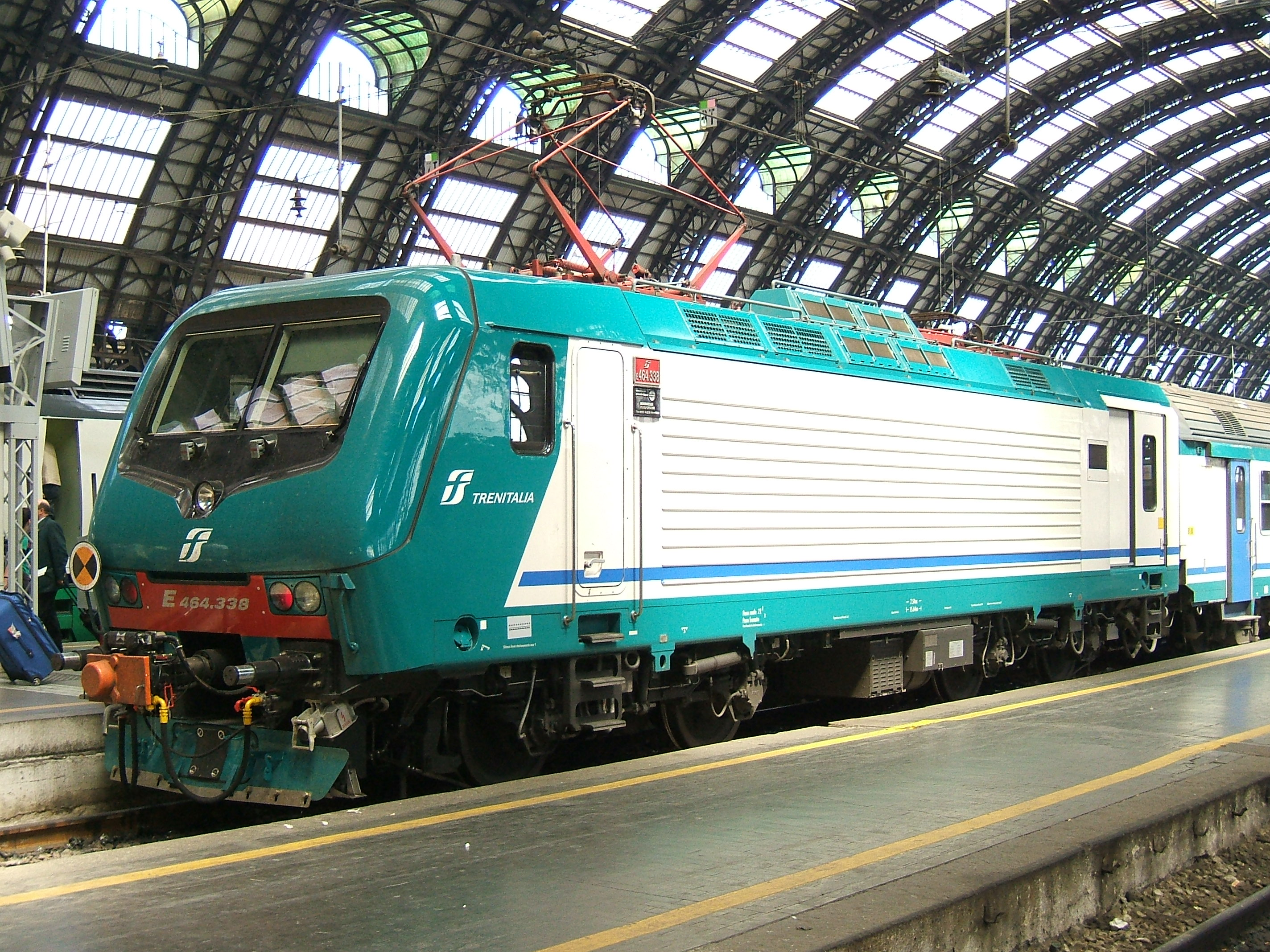
Elektrolokomotive E.464

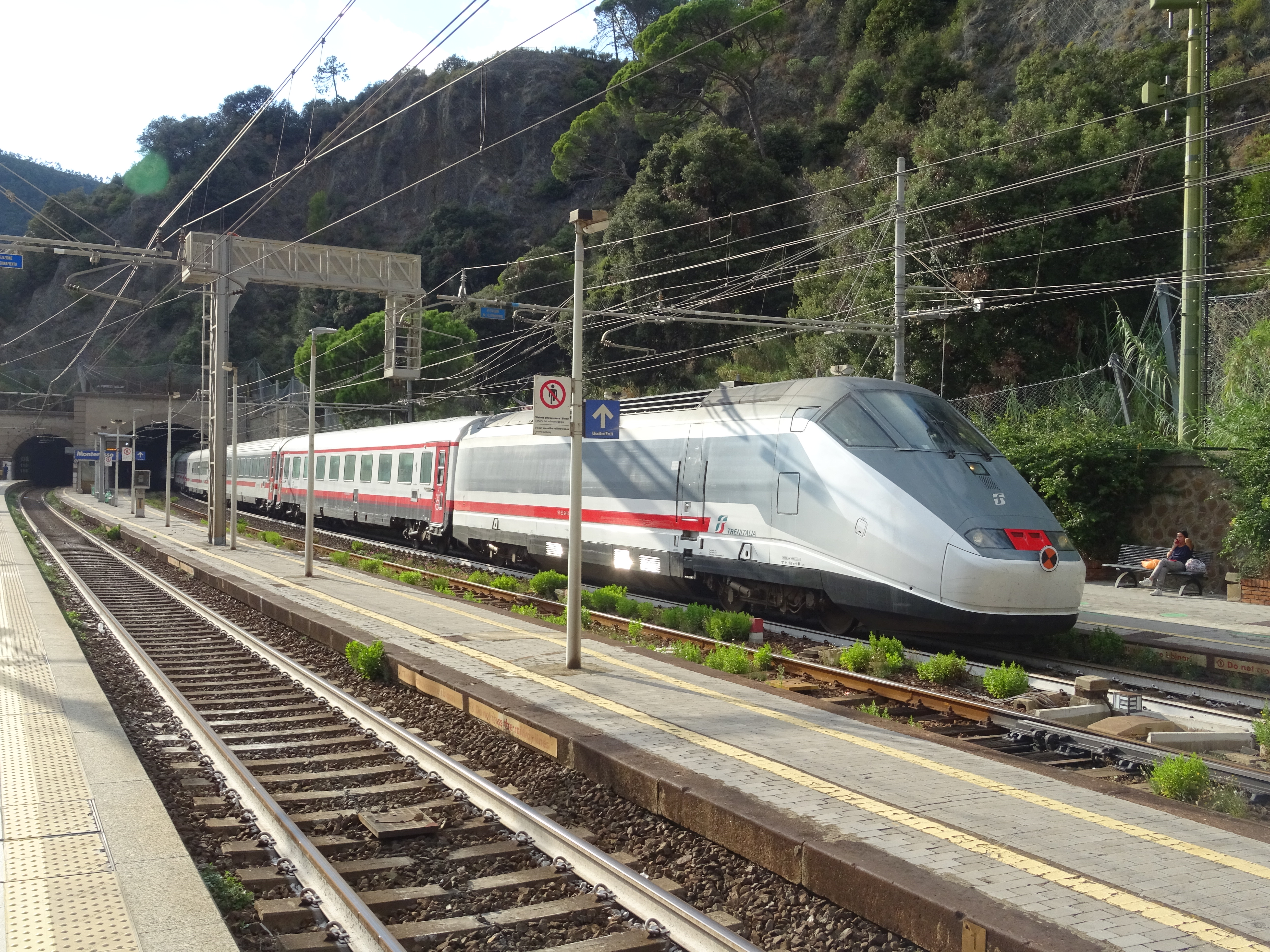
InterCity

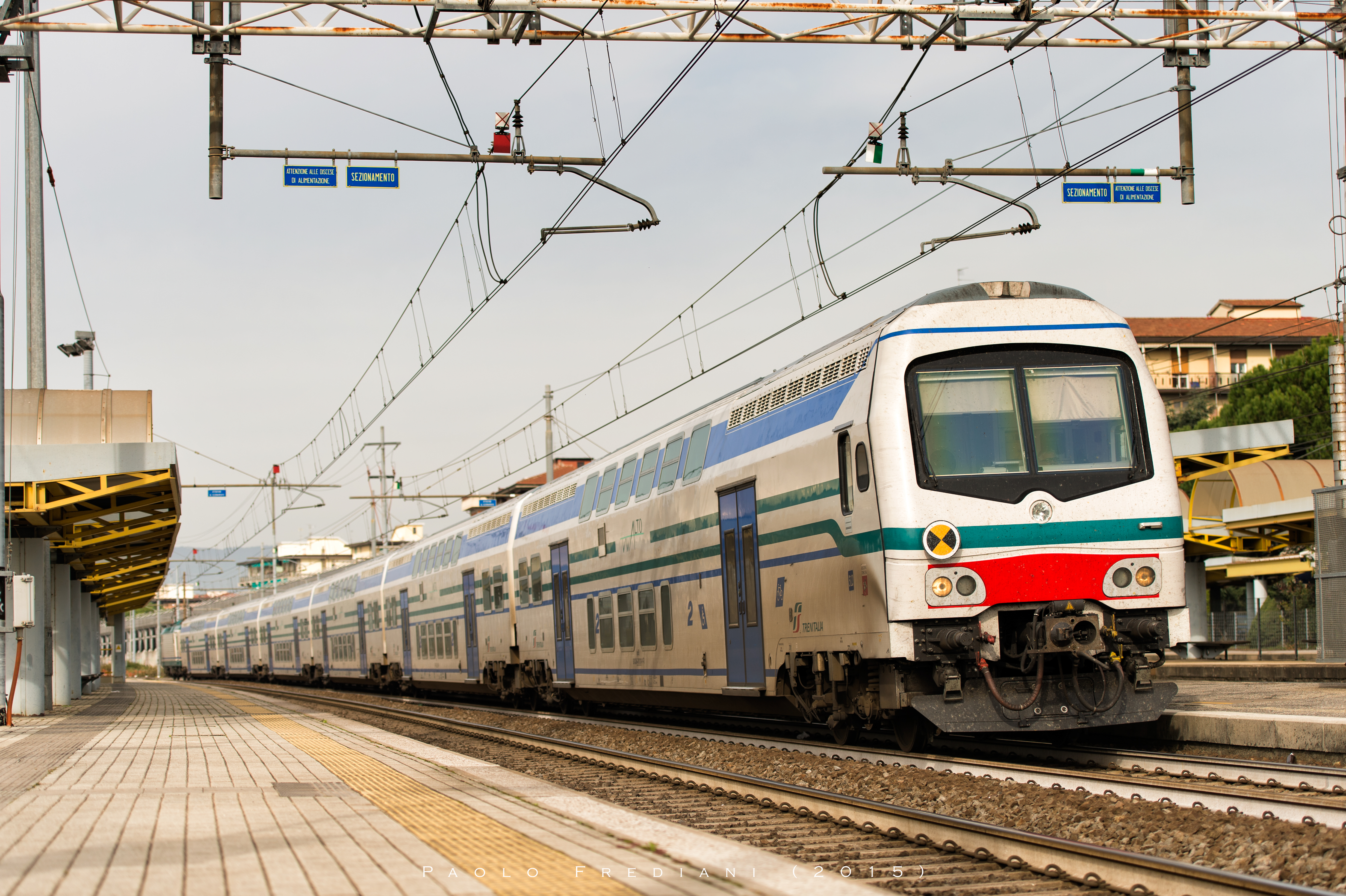
Vivalto-Doppelstockwagen für den schnellen Regionalverkehr

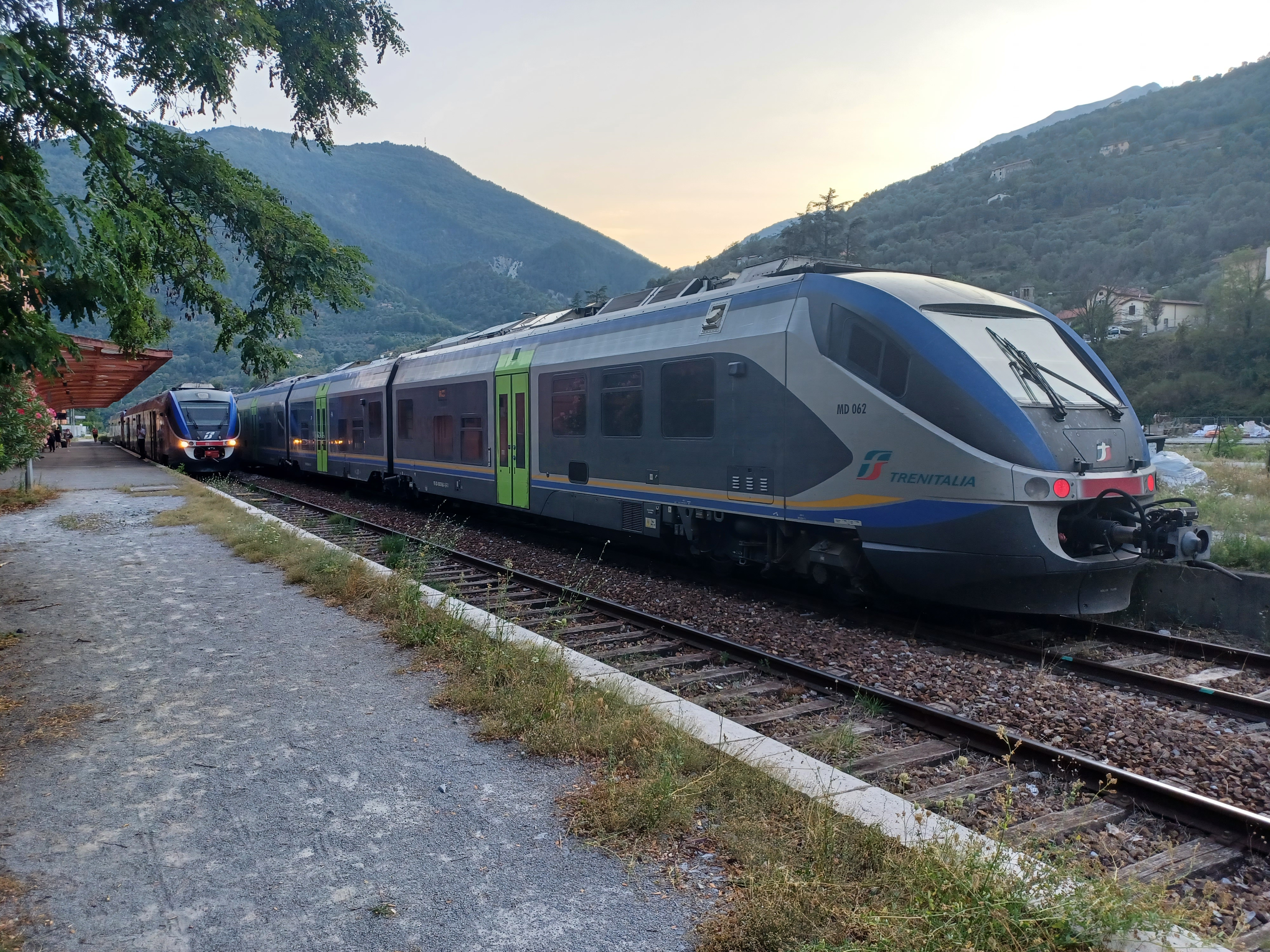
Minuetto

Trenitalia betreibt im inneritalienischen Fernverkehr verschiedene Zuggattungen unter der gemeinsamen Marke Le Frecce (die Pfeile). Man unterscheidet zwischen drei Kategorien Frecciarossa, Frecciargento und Frecciabianca. Das Unternehmen ist Marktführer im Schienenverkehr in Italien.
Auf den Hochgeschwindigkeitslinien Torino – Milano, Roma – Napoli, auf der Direttissima Firenze – Roma und weiteren Schnellfahrstrecken verkehren die  Frecciarossa-Triebzüge mit bis zu 300 km/h. Dabei werden ETR 500 und ETR 400 Frecciarossa 1000 eingesetzt. Seit 2012 konkurriert Trenitalia im Hochgeschwindigkeitsverkehr mit dem privaten Unternehmen Italo.
Für den Regionalverkehr sind in Italien die Regionen zuständig, die mit einem Transportunternehmen Serviceverträge für eine Dauer von sechs Jahren unterzeichnen.
Dort werden unter anderem Wendezüge mit Lokomotiven der Serie E.464 und Doppelstockwagen des Typs Vivalto eingesetzt. Inzwischen sind allerdings Triebzüge die Regel. Frühere Vertreter sind die Minuetto oder die Treno Alta Frequentazione (TAF). Neuere Fahrzeuge werden nach Musikstilen benannt wie Jazz, Pop, Rock, Blues oder Swing.
Trenitalia hat den internationalen Verkehr kurzzeitig vernachlässigt. Auf der Brennerachse zog sich Trenitalia 2009 komplett aus dem Fernverkehr zurück. Die grenzüberschreitenden EC-Verbindungen von Mailand, Bologna, Venedig und Verona nach München hätten daraufhin eingestellt werden sollen. Kurzfristig entschlossen sich Deutsche Bahn und die Österreichischen Bundesbahnen, die Züge im sogenannten Brenner-Kooperationsverkehr auf der gesamten Strecke selbst zu betreiben. Auf italienischem Gebiet erfolgt dies aus rechtlichen Gründen in Zusammenarbeit mit dem EVU LeNORD. Da LeNORD mittlerweile mit der Regionaldirektion Lombardei von Trenitalia zu Trenord fusioniert ist, ist Trenitalia nun indirekt wieder an diesem Verkehr beteiligt. Seit 2010 betreibt Trenitalia den EuroCity in die Schweiz gemeinsam mit den SBB, nachdem Cisalpino gescheitert war.

### Angebote
| Bezeichnung | Vollständiger Name    | Beschreibung | Waggonangebot                                                                                               |
| ----------- | --------------------- | --- | --- |
| FR AV       | Frecciarossa          | Hochgeschwindigkeitszug (bis zu 300 km/h) zwischen den Großstädten Turin–Mailand–Bologna–Florenz–Rom–Neapel–Salerno. Stündliche Nonstop-Verbindung zwischen Mailand und Rom.                                              | 11 Wagen mit 574 Sitzplätzen und ein Speisewagen, es werden ETR 500 und ETR 400 eingesetzt                  |
| FA AV       | Frecciargento         | Hochgeschwindigkeitszug (bis zu 250 km/h) zwischen dem Nordosten wie u. a. Venedig, Padua, Bozen, Bologna, Verona, Mailand und dem Süden, von Rom bis Lecce und Reggio Calabria.                                          | 7–9 Wagen mit 489 Sitzplätzen und ein Speisewagen, in der Regel Pendolino                                   |
| FB          | Frecciabianca         | Hochgeschwindigkeitszug (bis zu 200 km/h), nicht für die Neubaustrecken (25 kV Wechselstrom, ETCS) geeignet. Wichtige Zuggattung auf den Bestandsstrecken, Rückgrat der Verbindung mit der Adria und Tyrrhenischen Küste. | 7–9 Wagen mit 489 Sitzplätzen und ein Speisewagen.                                                          |
| EC          | EuroCity              | Internationaler Zug, der Italien mit seinen Nachbarländern verbindet. In der Regel globalpreispflichtig. | ca. 7–14 Sitzwagen und 1–2 Speisewagen                                                                      |
| EN          | EuroNotte/Night       | Internationaler Nachtzug. In der Regel globalpreispflichtig. | ca. 10–14, immer mit Liege- und Schlafwagen, normalerweise auch mit 2. Klasse-Sitzwagen.                    |
| IC          | InterCity             | Komfortabler Schnellzug, der Italiens Großstädte verbindet. | ca. 2–10 Wagen und zum Teil Speisewagen oder Minibar. Führt immer Wagen 2. Klasse, zum Teil auch 1. Klasse. |
| ICN         | InterCity Notte/Night | Als Intercity geführter Nachtzug. Reservierungspflichtig | ca. 7–14 Wagen, immer mit Liege- und Schlafwagen, meist auch mit 2. Klass-Sitzwagen.                        |
| RV          | Regionale Veloce      | Regionalexpresszug, der im Vergleich zum Regionale nur in den wichtigeren Bahnhöfen hält | ca. 5–10 Wagen, führt immer Wagen 2. Klasse, zum Teil auch 1. Klasse                                        |
| R           | Regionale             | Regionalzug, der in (fast) allen Bahnhöfen hält | ca. 3 bis 10 Wagen, auch Triebwagen, Niederflur- und Doppelstock-Wagen. ausschließlich 2. Klasse.           |
| S           | Suburbano             | Vorortzug, Gattungsbezeichnung im S-Bahn-Netz Mailand | ca. 3 bis 10 Wagen, auch Triebwagen, Niederflur- und Doppelstock-Wagen. ausschließlich 2. Klasse.           |
| M           | Metropolitano         | Stadtzug, nur im Stadtverkehr in Neapel | |

### Aktivitäten im Ausland

#### Deutschland
Im Jahre 2011 kaufte Trenitalia 51 % der Anteile des deutschen Bahnunternehmens Netinera; die übrigen 49 % gehörten dem in Luxemburg ansässigen Cube Infrastructure Fund. Die Beteiligung entstand durch die Übernahme von Arriva Deutschland, deren britische Muttergesellschaft Arriva PLC von der Deutsche Bahn AG gekauft worden war. Die DB musste wegen kartellrechtlicher Auflagen deren deutsche Unternehmensteile veräußern. In diesem Zug erfolgte die Umbenennung von Arriva Deutschland in Netinera. Im Dezember 2020 erwarb Trenitalia die Anteile von Cube Transport S.à.r.l. und ist seither alleinige Eigentümerin von Netinera Deutschland.

#### Großbritannien
Über die Tochter Trenitalia UK und unter der Marke c2c betreibt die Gesellschaft den Personenverkehr zwischen London Fenchurch Street in Richtung Osten nach  Southend-on-Sea, nördlich der Themsemündung auf der London, Tilbury and Southend Line. Das Franchise c2c wurde am 10. Februar 2017 der National Express Group abgekauft.
Ebenfalls 2017 ging Trenitalia UK eine Kooperation mit der britischen FirstGroup ein und übernahm 30 % an dem gemeinsamen Unternehmen First Trenitalia. Als Nachfolgerin von Virgin Trains  erhielt First Trenitalia 2019 das Franchise für den Fernverkehr auf der West Coast Main Line, der unter der Marke Avanti West Coast betrieben wird. Die Konzession umfasst auch die Planung und die erste Phase des Betriebes auf der Hochgeschwindigkeitsstrecke High Speed 2.

#### Spanien
Zusammen mit Operador Ferroviario de Levante, einer Schwestergesellschaft der spanischen Fluggesellschaft Air Nostrum, hat Trenitalia nach Aufhebung des Staatsmonopols in Spanien die Eisenbahngesellschaft Intermodalidad de Levante SA (ILSA) gegründet. Seit November 2022 bietet ILSA Hochgeschwindigkeitsverkehr mit neuen Zügen des Typs FS Frecciarossa 1000 in Konkurrenz zur Marke avlo der staatlichen Renfe und zum spanischen Ableger der Niedrigpreismarke Ouigo der französischen SNCF anzubieten.

#### Frankreich
2011 war Trenitalia das erste Unternehmen, das anfangs unter dem Namen Thello die Konkurrenz im Schienenpersonenfernverkehr in Frankreich mit der SNCF aufnahm, nachdem der Markt für internationale Fernverkehrsverbindungen in Frankreich ab 2009 liberalisiert worden war.
Das Unternehmen betrieb bis Ende Juni 2021 Expresszüge zwischen Frankreich und Italien; die Nachtverbindungen wurden COVID-bedingt im März 2020 eingestellt.
Im Dezember 2021 startete das Unternehmen nach seiner Umfirmierung in Trenitalia France einen Hochgeschwindigkeitsverkehr auf der Verbindung Paris – Lyon – Turin – Mailand.

## Güterverkehr

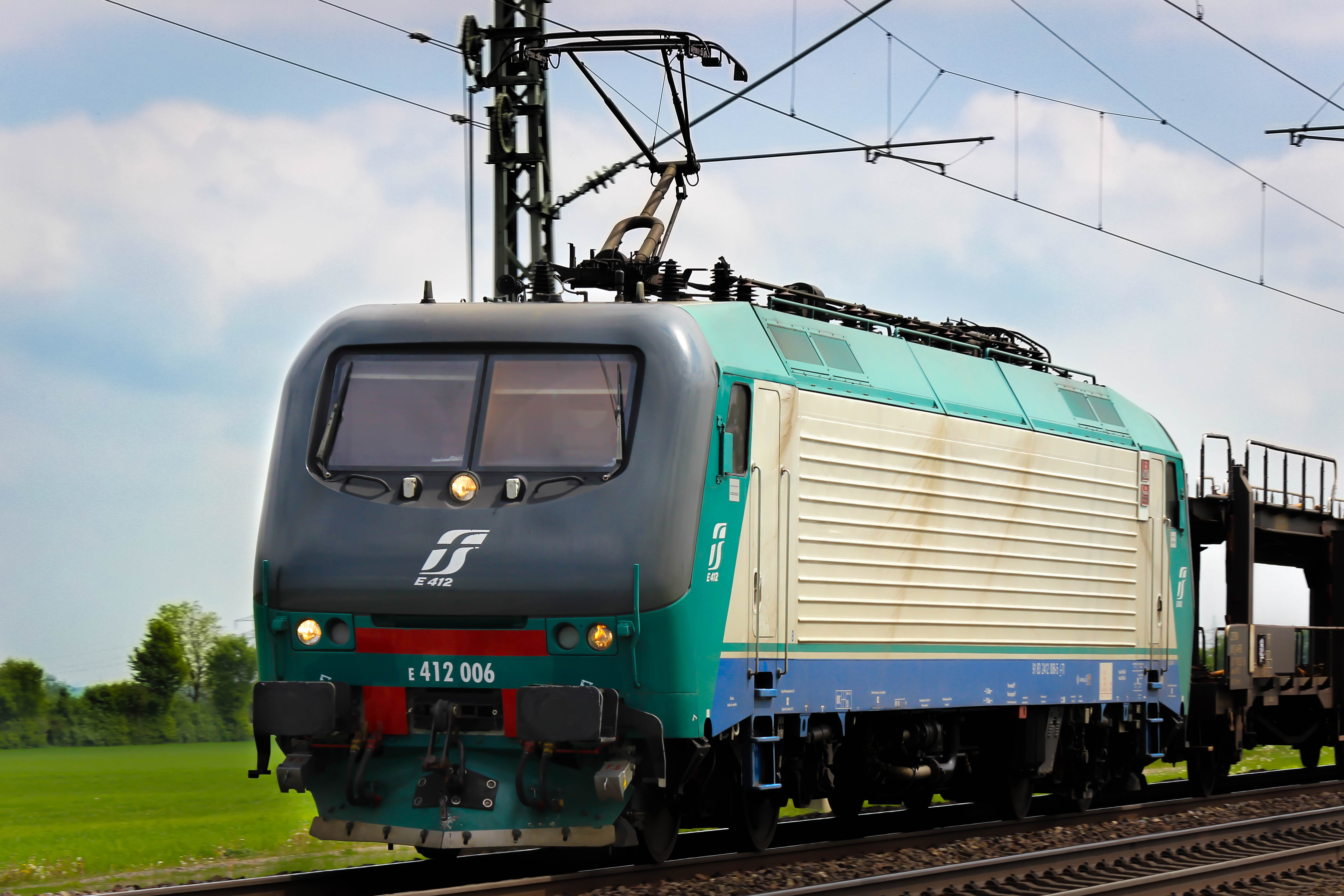
E412 Trenitalia Cargo

2016 wurde die Güter- und Logistiksparte aus dem Trenitalia-Verbund ausgegliedert und agiert seither als eigenständiges Unternehmen mit mehreren Geschäftsbereichen.
Mercitalia Rail und TX Logistik sind Güterbahnunternehmen des Staatsbahnkonzerns Ferrovie dello Stato.

## Finanzen
Zwischen 2004 und 2009 steigerte Trenitalia den Umsatz von 4 auf 5,6 Milliarden Euro. Trotzdem hatte das Unternehmen finanzielle Probleme, die Nettoverschuldung betrug 2007 5,67 Milliarden Euro. Unnachgiebige Gewerkschaften, teilweise veraltetes Rollmaterial und Intransparenz im Management belasteten das Unternehmen.
Bis 2009 schaffte es Trenitalia jedoch, seine Schulden abzubauen und einen Reingewinn von 90,6 Millionen Euro zu erzielen. Von diesem Zeitpunkt an stieg der Umsatz, Jahr für Jahr, weiter an.
Im Geschäftsjahr 2017 erzielte das Unternehmen einen Umsatz von 5,32 Milliarden Euro und einen Reingewinn von 399 Millionen Euro.